# Autorretrato com Dois Círculos (Rembrandt)
Autorretrato com Dois Círculos é uma pintura a óleo sobre tela do artista holandês Rembrandt, pintada entre 1665 e 1669, um dos mais de 40 autorretratos pintados por Rembrandt.
Neste autorretrato, Rembrandt segura sua paleta, pincéis e tento. A pintura é notável por sua monumentalidade e o fundo enigmático consistindo de um espaço raso com os fragmentos de dois círculos.

## Contexto
O Autorretrato com Dois Círculos, como mencionado, é um dos mais de 40 autorretratos pintados por Rembrandt (bem como um número semelhante em outras mídias), um número único para a época, e uma das muitas representações em várias gravuras ou pinturas, datando de pelo menos 1629, que o mostram trabalhando na pinturaref>White, et al. pg 120, 164</ref>.
Esses autorretratos formam uma série de retratos reflexivos que retratam a evolução de sua personalidade, como será visto com mais frequência, posteriormente, em pintores nos Autorretratos de Vincent van Gogh, Edvard Munch, Max Beckmann e Frida Kahlo. Enquanto no final da década de 1620 ele se apresentava como um jovem motivado, ambicioso e com grandes sonhos, por volta de 1640 ele se retratou acima de tudo como um homem do mundo, e no final de sua vida como um artesão no trabalho. O Autorretrato com Dois Círculos é um exemplo típico deste último período. Ao contrário de outros autorretratos tardios, neste autorretrato, Rembrandt, com uma mão no quadril, parece conflituoso e até desafiador. A impressão é a de um mestre afirmando solenemente sua genialidade.

## Técnica e Processo
Como em muitas das obras tardias do artista, a pintura é caracterizada por um manuseio improvisado, com detalhes que parecem inacabados. Há áreas, como o rosto e o lado direito do chapéu, onde uma camada cinza de tinta foi usada como meio termo tonal, sobre a qual luzes ousadas e ricos detalhes escuros foram adicionados, às vezes com traços rápidos de tinta aplicada molhada.